# Luís Galvão Teles
Luís Manuel Monteiro Galvão Teles (Lisboa, 4 de dezembro de 1945) é um jurista e cineasta português, realizador, produtor, argumentista e actor de cinema.

## Biografia
Filho do professor Inocêncio Galvão Teles e de sua mulher Isabel Maria de Mendonça Monteiro, irmão mais novo de Miguel Galvão Teles e meio-primo-tio em primeiro grau e primo em segundo grau de Carlos Galvão de Melo, licenciou-se em Direito pela Faculdade de Direito da Universidade de Lisboa em 1967.
Casou com Maria Adelaide Guedes Loureiro (Coimbra, 29 de Agosto de 1945), da qual tem um filho, Gonçalo Galvão Teles, Licenciado em Direito e Cineasta, solteiro e sem geração, e uma filha, Patrícia Laidley de Melo Galvão Teles (Lisboa, 29 de Setembro de 1970), Licenciada em Direito pela Faculdade de Direito da Universidade de Lisboa, Doutorada em Relações Internacionais pelo Institut Universitaire des Hautes Études Internationales de Genebra e Docente e Membro do Observatório de Relações Exteriores da Universidade Autónoma de Lisboa, casada com Tiago Tavares dos Santos Pereira (16 de Maio de 1970), do qual tem dois filhos.
Luís Galvão Teles é Jurista tendo exercido funções no Tribunal de Justiça da União Europeia, no Luxemburgo.
Foi assistente de realização na RTP e frequentou o Institut de Formation Cinématographique, em Paris, em 1968. Foi desde cedo membro do Centro Português de Cinema e fundou a Cooperativa Cinequanon, em 1974. Após o 25 de Abril de 1974, realizou várias curtas-metragens que reportam acontecimentos desse período, depois reúnidas em As Armas e o Povo, síntese do cinema militante português. 
Realizou o filme A Confederação - O Povo é Que Faz a História em 1978. O filme recebeu o Grande Prémio do Festival Internacional de Cinema da Figueira da Foz e uma menção honrosa no Festival de Cinema de San Remo.
A comédia A Vida É Bela?! de 1982, baseado na história "Hipólito do O" de João Verdades, e com nomes como Nicolau Breyner no elenco, foi um grande sucesso de público mas muito desvalorizado junto de alguma critica. Apenas regressará à realização com o filme Retrato de Família (1992) com Joaquim de Almeida e Maria de Medeiros.
Em 1997 fundou a produtora Fado Filmes. O seu filme Elles (1997) contava com a participação de nomes como Miou-Miou, Carmen Maura, Marthe Keller, Marisa Berenson, Guesch Patti e Joaquim de Almeida. O filme foi nomeado como Melhor Filme do Festival de Cinema Cinequest de San José, em 1999, tendo sido o filme preferido do público.
Em 2000 realiza para a SIC o telefilme "A Noiva", em conjunto com o seu filho Gonçalo, que contou com Catarina Furtado como protagonista. O filme Tudo Isto É Fado, com Ana Cristina de Oliveira, Ângelo Torres e os brasileiros Danton Mello e Deborah Secco, estreou em 2004. Em 2007 foi lançado o filme Dot.com. 
Em 2012, tornou-se cofundador da distribuidora Outsider Films, juntamente com Luís Froes.
Em 2016 estreiam os filmes Gelo (filme), co-realizado pelo seu filho Gonçalo e com argumento de Luís Diogo , e Refrigerantes e Canções de Amor, com argumento de Nuno Markl. 

## Filmografia
Realizou os filmes: 
- Bestiaire (1970)
- Entremês Famoso Sobre a Pesca no Rio Minho (1974)
- A Procissão dos Bêbados (1975)
- Cooperativa Agrícola da Torre-Bela (1975)
- Liberdade para José Diogo (1975)
- As Armas e o Povo - colectivo
- A Confederação - O Povo é Que Faz a História (1978)
- A Rapariga dos Fósforos (1978)
- A Vida É Bela?! (1982)
- Retrato de Família (1992)
- Elles (1997)
- Tudo Isto É Fado (2003)
- Glamour (2005) - curta
- Dot.com (2006)
- Gelo (2016)
- Refrigerantes e Canções de Amor (2016)
- Praça Paris (2018)